# جوليو كانتوني
جوليو كانتوني (بالإيطالية: Giulio Cantoni)‏ هو عالم كيمياء حيوية إيطالي، ولد في 29 سبتمبر 1915 في ميلانو في إيطاليا، وتوفي في 25 يوليو 2005 في تشيفي تشايس ‏ في الولايات المتحدة.